# Drymoea hesperioides
Drymoea hesperioides là một loài bướm đêm trong họ Geometridae.